# Taubensittich
Der Taubensittich (Psittacula columboides), auch Blaugeflügelter-Sittich genannt, ist eine in West-Indien vorkommende Papageienart aus der Gattung der Edelsittiche (Psittacula). Sie bewohnen den westlichen Küstenstreifen von Bombay bis hin zu der Provinz Kerala im Süden des Landes.

## Merkmale
Der Taubensittich erreicht eine Größe von 37 cm. Die Hähne haben einen bläulich-grauen Kopf, der von einem schwarzen und einem bläulich-grünen Halsband umzogen wird. Außerdem besitzen die Männchen längere Schwanzfedern mit einer dunkelblauen Oberseite und einer gelben Unterseite. Die Hennen sind unauffälliger mit ihrem gräulich-grünen Kopf, der von einem leichten schwarzen Halsband umfasst wird. Der Schnabel ist bei Männchen und Weibchen unterschiedlich. Der Oberschnabel des Männchens ist kräftig rot, der Unterschnabel ist schwarz. Die Weibchen haben einen schwarzen Ober- und Unterschnabel. Die Iris dieser Papageien ist bei den Hähnen leuchtend gelb, bei den Hennen ist er nicht ganz so ausgeprägt.

## Lebensraum
Die Taubensittiche leben im heißen Tiefland oder leicht hügeligen Gelände, man findet sie in einer Höhe bis zu 1500 Metern. Wenn die Schwärme von Taubensittichen auf Pflaumenkopfsittichen treffen, vergesellschaften sie sich mit ihnen und fliegen zusammen in größeren Truppen umher. Man findet diese Sittiche auch in Gummi- oder Kaffeeplantagen, aber ihre große Leidenschaft ist der 18 m große Indische Korallenbaum. Diese besonders hohen Bäume mit ihren leuchtend roten Blüten und dem Nektar haben es ihnen besonders angetan.

## Fortpflanzung
Die Brutzeit der Taubensittiche beginnt in den Wintermonaten und dauert meist bis Januar an. Sie sind Höhlenbrüter und legen 3–4 Eier in ihre Nester. Nach ca. 23 Tagen schlüpfen die Küken, sie verlassen das Nest dann zum ersten Mal nach 49 Tagen und sind bereits 2 Wochen später selbständig. Die Jungtiere haben ein graugrünes Gefieder und der schwarze Halsring ist noch nicht richtig ausgeprägt. Die sehr jungen Taubensittiche haben eine fahlen orangeroten Schnabel, der nach ca. 6 Wochen schwarz wird. Nur bei den Hennen bleibt der Schnabel schwarz, die Hähne bekommen nach 5–6 Monaten langsam wieder einen roten Oberschnabel.